# Sphagomyia kenya
Sphagomyia kenya là một loài ruồi trong họ Asilidae. Sphagomyia kenya được Londt miêu tả năm 2002. Loài này phân bố ở vùng nhiệt đới châu Phi.